# Cmentarz żydowski w Tuliszkowie
Cmentarz żydowski w Tuliszkowie – kirkut mieści się w Tuliszkowie przy ul. Targowej, przy wyjeździe w kierunku Krępy, w odległości 30–40 metrów po prawej stronie ulicy. W centralnej części kirkutu znajduje się głaz upamiętniający istnienie nekropolii. Obok leży pęknięty na pół nagrobek. Po 1945 rozebrano murowany dom przedpogrzebowy. Teren cmentarza porasta las. Nie wiadomo dokładnie kiedy powstał cmentarza, być może było to w XIX wieku.